# Саркола, Аско
Аско Саркола (фин. Asko Sarkola; род. 3 сентября 1945, Хельсинки, Финляндия) — финский актёр и режиссёр, обладатель премии «Pro Finlandia». Сын писателя Рику Сарколы.
Наиболее известная роль — маршал Карл Густав Эмиль Маннергейм в военном фильме Оке Линдмана «Тали – Ихантала 1944» (2007).

## Биография
Актёрскому мастерству обучался в Хельсинкской театральной академии в 1963—1966 годах. Выступал в Хельсинкском Малом театре (фин. Lilla Teatern) в 1967—1974 годах и занимал должность заместителя директора в 1972—1974 годах. В период с 1974 по 1981 и 1984—1997 годы возглавлял Малый театр. В период с 1982 по 1985 год Саркола был профессором академии, в которой учился.
В 2013 выбирал лауреата литературной награды «Финляндия».

## Личная жизнь
В 1990 году женился на актрисе Иоганне Ярнефельт, которая младше его на 19 лет. От предыдущего брака есть сын, Сампо Саркола, который также стал актёром.

## Избранная фильмография
| Год  |   | Русское название     | Оригинальное название | Роль                             |
| ---- | - | -------------------- | --------------------- | -------------------------------- |
| 2007 | ф | Тали – Ихантала 1944 | Tali-Ihantala 1944    | Карл Густав Эмиль Маннергейм     |
| 2018 | с | Сорйонен             | Sorjonen              | господин Лепписалми (отец Роньи) |